# مرسوم نيرون

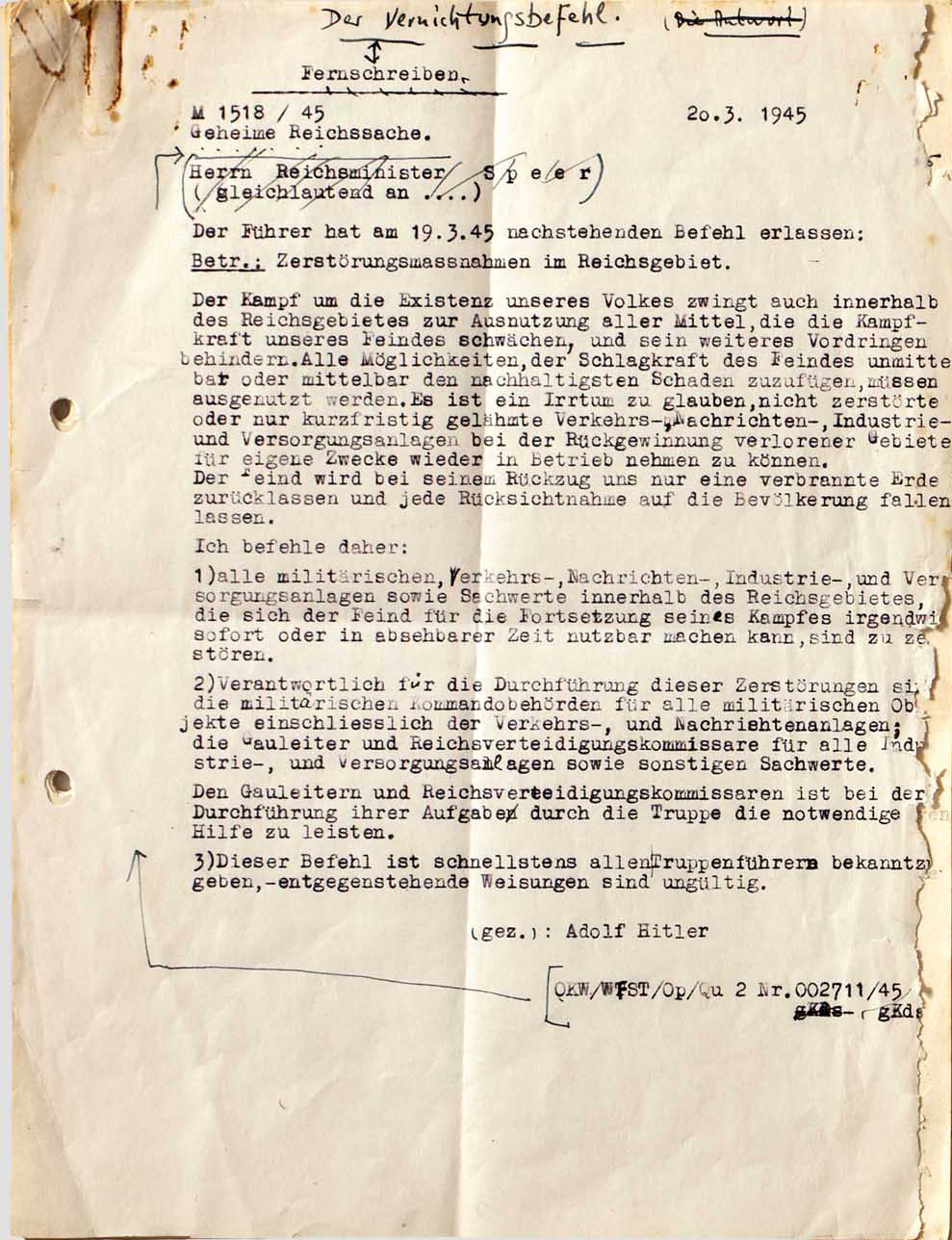

مرسوم نيرون الذي عرف بالألمانية باسم أمر نيرون Nerobefehl هو مرسوم أصدره الزعيم النازي أدولف هتلر في 19 مارس 1945 ويقضي بتدمير البنية التحتية الألمانية معللًا ذلك بمنع استخدامها من جانب الحلفاء الذين توغلوا بعمق في أراضي ألمانيا. يعد الأمر تطبيقًا لسياسة الأرض المحروقة. سُمي الأمر رسميًّا باسم الأمر المتعلق بإجراءات التدمير في أراضي الرايخ، ووُصف لاحقًا باسم مرسوم نيرون، الإمبراطور الروماني الذي يفترض أنه دبر حريق روما الكبير في 64 ميلادية. تعمد وزير التسليح والذخيرة ألبرت شبير عصيان هذا الأمر.

## استشهادات
1. ↑  "بعد قرار "صادم".. وزير عصى أوامر هتلر لينقذ ألمانيا". العربية. 24 يونيو 2018. مؤرشف من الأصل في 2019-06-03. اطلع عليه بتاريخ 2019-06-03.